# Boj o Makedonii
Boj o Makedonii (mezi lety 1893–1912) byl souborem politických, kulturních a vojenských střetů mezi obyvatelstvem Makedonie a později i jednotlivých států, jenž si některé nebo celé území Makedonie nárokovaly.
Konflikt začal hlavně kvůli postupnému úpadku Osmanské říše, na jejíž území na Balkáně si okolní státy dělaly nárok a usilovaly o jejich kontrolu.

## Předcházející události
Jeden z hlavních důvodů, proč se okolní státy snažily budovat svojí národní identitu v Makedonii byl zřejmě ten, že se předtím většina obyvatelstva Makedonie označovala pouze jakožto pravoslavní křesťané bez žádné národnosti.

### Řecké budování identity
Když byl zrušen Pećský patriarchát, byli všichni pravoslavní křesťané, kteří v říši zůstali, podřízeni Konstantinopolskému patriarchátu, jenž zastupoval hlavně řecké zájmy.

### Bulharské budování identity
V roce 1872 získal Bulharský exarchát nezávislost a začal na území Makedonie stavět školy, knihovny a zakládat církevní komunity.

### Srbské budování identity
Od roku 1885 Srbsko začalo s propagandistickou a kulturu-posilňující kampaní a rovněž vystavělo školy, mimo to požadovalo jmenování srbských biskupů.

### Dopad na obyvatelstvo
Na konci 19. století převažovaly mezi makedonskými Slovany bulharské školy nad srbskými a naprostá většina slovanského obyvatelstva Makedonie do nich posílala své děti. Situace začala být taková, že klidně i členové jedné rodiny se dělily na "Bulhary", "Řeky" nebo "Srby" podle toho, do jaké školy nebo církve dané osoby docházely.

## Ilindenské povstání
Jakožto jeden z prostředků budování bulharské národní identity v Makedonii byla využívána Vnitřní makedonská revoluční organizace. Ta 2. srpna 1903 zosnovala Ilindensko-preobraženské povstání s cílem přitáhnout oči Evropy na situaci v Makedonii a tím urychlit své cíle.

### Kruševská republika
Zpočátku bylo povstání úspěšné natolik, že byla okolo města Kruševo vyhlášena vůbec první republika na Balkáně, coby Kruševská republika. Existovala od 1. do 13. srpna 1903 kdy byla dobyta osmanskými vojsky.

### Osmanská odpověď
Reakce Turků byla brutální. Istanbul proti revoltě poslal početné vojsko, které rebely naprosto zdecimovalo. Posledním plamínkem naděje pro revolucionáře byl zásah zvnějšku. Tak se ale nikdy nestalo, protože jediná země, která revoltu podporovala - Bulharské knížectví byla stále pod suzerenitou osmanské říše a jako taková musela upřednostit turecké zájmy nad ty vlastní.

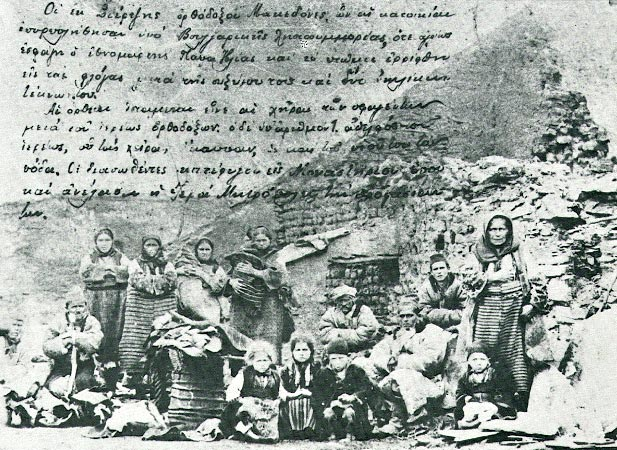
Uprchlíci z Makedonie

### Dohra
Aby se oslabená Osmanská říše vypořádala s nestabilitou v regionu, vybila si to na obyvatelstvu, které povstalce podporovalo. Podle některých zdrojů bylo zavražděno okolo 4000 lidí, byly vypalovány vesnice, znásilňováno obyvatelstvo a cca 30 tisíc lidí uprchlo do Bulharska.
Povstání ale nebylo zbytečné, ukázalo makedoncům, že má smysl proti osmanské nadvládě bojovat. Už koncem roku 1903 vznikla srbská organizace známá jako Četnici. Ti měli sloužit jakožto ochrana srbů v Makedonii proti tureckým, bulharským a albánským silám terorizujícím srby.

Spousta podobných organizací jiných národností následovala.

## Balkánské války a konec boje o Makedonii

Hranice Balkánu před válkami

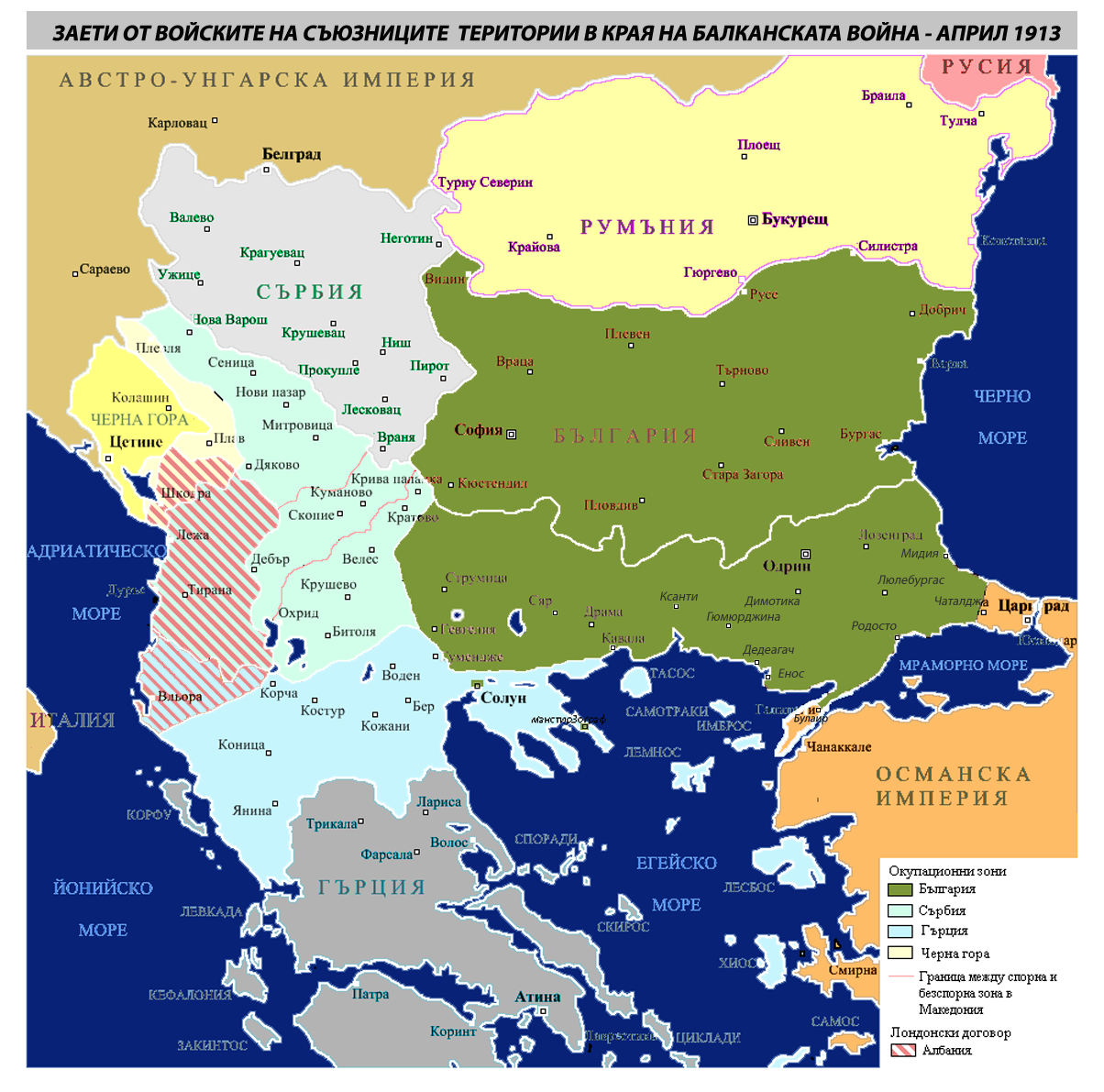
Hranice Balkánu po 1. balkánské válce

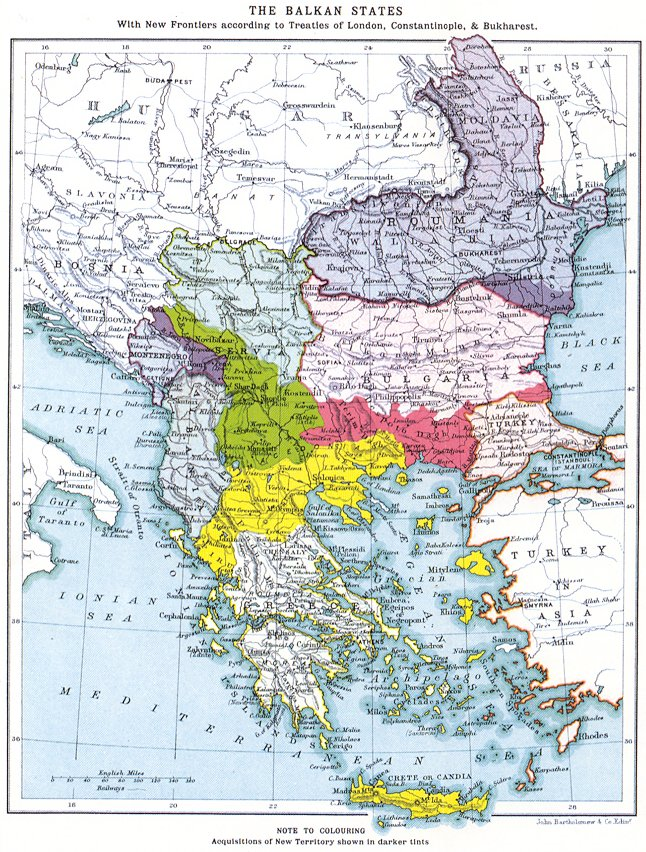
Hranice Balkánu po konečných územních ziscích a ztrátách

### Balkánský svaz První balkánská válka
Když se v roce 1908 Bulharsko kompletně osamostatnilo od Osmanské říše, začalo si Bulharsko uvědomovat, že není schopno samo vyřešit své územní nároky na Osmanské říši vojensky. Proto se po nezdařilých rozhovorech v Rusku obrátilo 29. února 1912 na Bělehrad s nabídkou vytvoření politicko-vojenské organizace zamířené proti osmanskému Turecku pojmenované jako Balkánský svaz.

Součástí dohody mimo jiné bylo i poválečné rozdělení osmanského území na Balkáně v případě výhry války.
Nakonec se vyjednalo, že Makedonie bude víceméně rozdělena šikmo. Od tohoto momentu skončil Boj o Makedonii
V květnu 1912 se ke svazu připojilo i Řecko, u kterého ale nebylo řečeno, jak bude rozděleno osmanské území. Později se k třem zemím připojila Černá Hora.
Když 8. října 1912 začala a 30. května 1913 skončila válka drtivou porážkou Osmanů, bylo její území rozděleno mezi všechny členské země Balkánského svazu.

### Druhá balkánská válka
Po neuspokojení tužeb Bulharska o jeho územních ziscích vyhlásil bulharský car Fedinand I válku svým bývalým spojencům a započal tak druhou balkánskou válku. Tu Bulharsko prohrálo a na základě reparací přišlo o naprostou většinou jimi zabrané Makedonie ve prospěch Srbska a Řecka.
Díky ztrátě bulharské Makedonie se jako hlavní výherci boje o Makedonii označují právě Srbsko s Řeckem.

### Makedonie dnes
Makedonie je v současnosti prakticky stejně rozdělená až na fakt, že srbská část Makedonie získala nezávislost jakožto Severní Makedonie.